# Sansevieria cylindrica

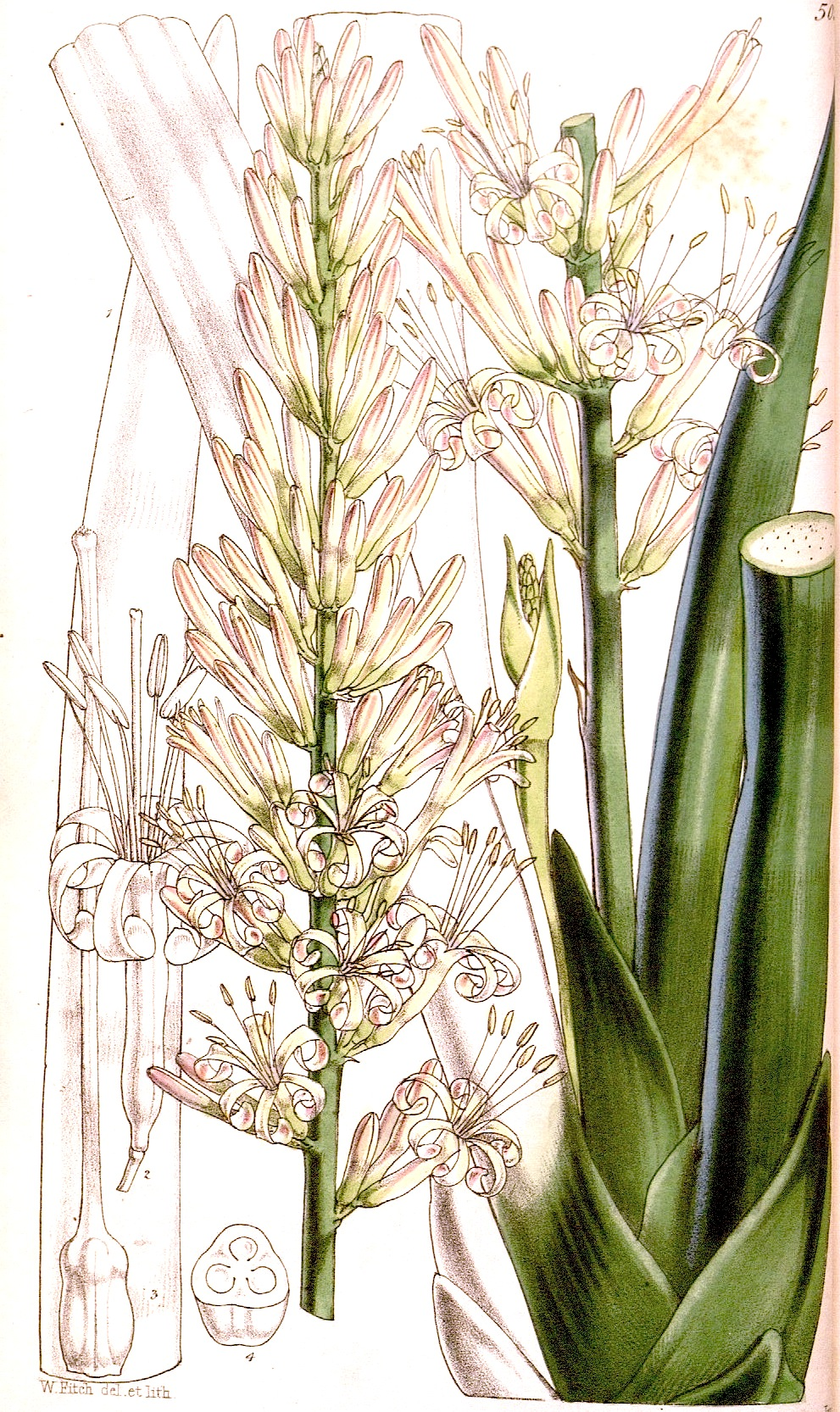
Sansevieria cylindrica
Abbildung aus der Erstbeschreibung im Curtis’s botanical magazine 1859, Tab. 5093

Sansevieria cylindrica ist eine Pflanzenart aus der Gattung Sansevieria in der Familie der Spargelgewächse (Asparagaceae). Das Artepitheton cylindrica bedeutet ‚(lat. cylindricus) walzenförmig, schlanksäulig, stielrund‘.

## Beschreibung
Sansevieria cylindrica wächst stammlos als ausdauernde, sukkulente Pflanze mit 2,5 bis 3,8 Zentimeter starken Rhizomen, die teilweise einige basale Schuppen aufweisen. Die 3 bis 6 zweizeilig gestellten stielrunden Laubblätter sind aufrecht stehend, zylindrisch oder leicht seitlich zusammengedrückt. Sie können auch gespreizt, zurückgebogen oder stark ausgebreitet auftreten. Die einfache Blattspreite ist 60 bis 150 Zentimeter lang und am Grunde 2 bis 3 Zentimeter dick. Sie ist grün oder weißlich grün mit dunkelgrünen Querbändern. Die harte und verschmälerte Spreitenspitze ist 4,2 bis 6,4 Millimeter lang und weißlich. Die Blattoberfläche ist leicht rau.
Die einfachen, ährigen Blütenstände sind 60 bis 90 Zentimeter hoch. Die 38 bis 75 Zentimeter großen Rispen sind mit fünf bis sechs Blüten pro Büschel besetzt. Das Tragblatt ist lanzettlich oder eiförmig-lanzettlich und 4 bis 8,5 Millimeter lang. Die Blütenhüllblätter sind schneeweiß oder oft auch leicht rosa. Sie haben eine 1,7 bis 2,5 Zentimeter lange Blütenröhre.
Die Chromosomenzahl beträgt {\displaystyle 2n=40}.

## Verbreitung
Sansevieria cylindrica ist in Angola, Sambia und Simbabwe im trockenen Tiefland um Luanda und von dort nach Süden bis Benguella, nach Norden bis zum Mündungsgebiet des Kongo meist unter drei bis vier Meter hohen Trockengehölzen verbreitet.  Hugo Baum berichtet von großen Beständen unter Bäumen und Sträuchern und in der Nähe von Termitenhügeln entlang dem Chitanda River, zwischen Kakele und Goudkopje und in der Region zwischen den Flüssen Kunene und Kubango im Amboland.

## Taxonomie
Die Erstbeschreibung von Sansevieria cylindrica erfolgte 1859 durch William Jackson Hooker.
Synonyme für Sansevieria cylindrica Bojer ex Hook. sind Acyntha cylindrica (Bojer ex Hook.) Kuntze (1891), Cordyline cylindrica (Bojer ex Hook.) Britton (1923), Sansevieria angolensis Welw. ex Carriére (1861) und Sansevieria cylindrica var. patula N.E.Br. (1915).

## Nachweise